# Shitdisco
O Shitdisco é uma banda escocesa de rock, e uma das maiores promessas do fenômeno new rave. A banda foi formada em 2003, enquanto seus integrantes estudavam na Escola de Artes de Glasgow. Seu primeiro single "Disco Blood/I Know Kung Fu" foi lançado em 2005, esgotando rapidamente suas cópias. Após assinar com o selo Fierce Panda Records, eles lançam o álbum Kingdom of Fear em 2007.
A banda já saiu em turnê com o The Rapture e fez turnês em locais como Bangkok e Istambul. Recentemente, assinou
com a DFA Records para o lançamento de seu debut em terras estadunidenses.

## Integrantes
- Joel Stone - guitarra & vocal
- Joe Reeves - baixo & vocal
- Jan Lee - baixo, teclado & vocal
- Ed Cullen - bateria

## Discografia

### Álbuns
- Kingdom of Fear (2007)

### Singles
- Disco Blood/I Know Kung Fu (2006)
- Reactor Party (2006)
- OK (2007)

### Compilações
- Digital Penetration (2006)